# Туссёль, Жан
Жан Туссёль (фр. Jean Tousseul; настоящее имя и фамилия Оливье Деже; 7 декабря 1890, Ланденн-сюр-Мёз, близ г. Намюр — 9 февраля 1944, Сей, близ г. Льеж) — бельгийский писатель
, поэт. Писал на французском языке.

## Биография
Переменил много профессий. В 1916 году опубликовал сборник рассказов и стихов «Для друзей». В следующих сборниках писатель с сочувствием и горечью пишет о тяжёлой жизни и труде бедняков («Смерть Маленькой Бланш», 1918, и др.). За антивоенные статьи в 1919 году был заключён в тюрьму. В 1920-е гг. был связан с объединением «Кларте».
Лучшее в его творчестве ‒ автобиографический роман «Жан Кларамбо» (т. 1—5, 1927—1936) и трилогия «Тетрадь Франсуа Стиенона» (т. 1—3, 1938). В первом показан мир простых тружеников. Действие трилогии о крестьянском роде Стиенонов происходит в XIX в. Симпатии автора на стороне забастовщиков, обездоленных крестьян, парижских коммунаров. В произведениях 1930-х гг. наряду с идеализацией патриархальных форм жизни усиливается налёт мистицизма («Итоги», 1936).
Умер от туберкулёза.